# Самогубства серед ЛГБТ-підлітків
Численні дослідження показують, що гомосексуальні підлітки скоюють спроби самогубства значно частіше своїх гетеросексуальних однолітків.

## Статистика
Згідно з дослідженнями, від 20 до 30 % американських юнаків-геїв здійснювали спроби самогубства, це набагато більше, ніж в будь-якій іншій соціально-віковій групі. У колишній НДР 36 % опитаних гомосексуалів сказали, що думали про самогубство, а 13 % намагалися його здійснити.
Дослідження Департаменту охорони здоров'я США, опубліковані 1989 року, також показали, що гомосексуальні підлітки у 2 — 3 рази частіше роблять спроби самогубства, ніж їх гетеросексуальні однолітки. Щорічно 30 % з усіх самогубств серед молодих людей скоюються молодими геями та лесбійками, а самогубство стоїть першим у списку причин їх смерті.
Наприклад, відсоток самогубств та спроб самогубств серед гомосексуальних підлітків в США значно перевищує цифри, характерні для їх гетеросексуальних однолітків. Згідно з дослідженнями, приблизно одна п'ята частина гомосексуальних підлітків намагалися покінчити життя самогубством. За даними Колумбійського університету, серед гетеросексуальних підлітків число спроб самогубства як мінімум в 10 разів нижче (близько 2 %). Настільки високий відсоток суїцидів серед дівчат-лесбійок та хлопців-геїв дослідники пов'язують з недоброзичливою соціальною атмосферою, що оточує ЛГБТ-підлітків .

## Причини
За даними клінічних досліджень, ризик суїциду серед юних геїв і лесбійок особливо великий, якщо вони:
- занадто рано відкрито виявляють свою гомосексуальність;
- піддаються у зв'язку з цим фізичному та/або психічному насильству на ґрунті гомофобії
- намагаються розв'язувати свої проблеми за допомогою алкоголю та наркотиків;
- покинуті своїми сім'ями[1].

За даними дослідження проведеним GLSEN 2009 року в США 84 % гомосексуальних підлітків піддавалися словесним образам, а 18 % — фізичному насильству, 61 % не почувалися в школі в безпеці, а 62 % не повідомляли про знущання вчителям зі страху того, що ті нічого не зроблять або лише погіршать ситуацію.

## Череда самогубств восени 2010 року в США
Восени 2010 року в США отримала широкий громадський резонанс інформація про низку самогубств гомосексуальних підлітків, які наклали на себе руки, не витримавши гомофобних знущань.

### Хронологія самогубств
- На початку вересня повісився п'ятнадцятирічний Біллі Лукас (англ. Billy Lucas) з Індіани.
- 21 вересня повісився тринадцятирічний підліток Сет Волш (англ. Seth Walsh) з Каліфорнії. Через тиждень, не приходячи до тями, він помер в реанімації.
- 22 вересня кинувся з мосту вісімнадцятирічний студент-першокурсник Тайлер Клементі (англ. Tyler Clementi[en]) з Нью-Джерсі.[4]
- 23 вересня застрелився тринадцятирічний школяр Ашер Браун (англ. Asher Brown) з Х'юстона.
- 29 вересня повісився дев'ятнадцятирічний студент Реймонд Чес (англ. Raymond Chase) з Провіденса.

## Проєкти щодо запобігання самогубств
Для підтримки ЛГБТ-молоді та запобігання самогубств створюються спеціальні проєкти, в яких беруть участь відомі особистості.
Організований 1998 року режисерами Джеймсом Лісесном, Пеггі Райскі та Ренді Стоуном Trevor Project являє собою організацію, що займається роботою щодо запобігання самогубств серед ЛГБТ-молоді. Проєкт отримав ім'я на честь 13-річного підлітка-гея, який намагався накласти на себе руки. Проєкт «Тревор» має гарячу телефонну лінію, якою може скористатися будь-який ЛГБТ-підліток, що потрапив в біду через свою орієнтацію. 2008 року кількість дзвінків, що надійшли на телефон довіри проєкту, у порівнянні з попередніми роками збільшилася на 300 %.
Проєкт It Gets Better був створений американським журналістом та ЛГБТ-активістом Деном Саваджем (англ. Dan Savage) після того, як кілька гомосексуальних підлітків покінчили життя самогубством восени 2010 року в США. До нього приєдналися багато відомих людей: Енн Гетевей, Lady Gaga, Ларрі Кінг, Даррен Хейз, Еллен Дедженерес, Kesha, Барак Обама, Гілларі Клінтон, Джо Байден, Єн Сомерхолдер, Джулі Бенц, Крістофер Колфер, Дейн Кук, Едріанн Каррі, Глорія Естефан, Ів Джеферс, Джессі Фергюсон, Тімоті Ганн, Дженніфер Лав Хьюітт, Періс Хілтон, Джанет Джексон, Ніл Гарріс, Ciara та багато інших.
«Діти-404» — російський громадський інтернет-проєкт підтримки гомосексуальних, бісексуальних та трансгендерних підлітків. Ініційований російською журналісткою агентства Росбалт Оленою Климовою, яка написала в березні 2013 року серію статей на тему ЛГБТ-дітей.